# Петров, Георгий (дзюдоист)
Георгий Петров (род. 17 сентября 1954, Студено-Буче, Монтанская область) — болгарский дзюдоист, победитель и призёр международных турниров, чемпион и призёр чемпионатов Европы, призёр чемпионатов мира, участник летних Олимпийских игр 1980 и 1988 годов.

## Карьера
На Олимпиаде в Москве Петров выступал в полусредней весовой категории (до 78 кг). В первой схватке в 1/8 финала Петров победил борца из Чехословакии Владимира Барта, но в четвертьфинале проиграл будущему победителю этой Олимпиады, советскому дзюдоисту Шота Хабарели. В утешительной схватке болгарин уступил представителю ГДР Харальду Хайнке и занял итоговое 7-е место.
К Олимпиаде в Сеуле Петров перешёл в среднюю весовую категорию (до 86 кг). В первой схватке им был побеждён представитель Гонконга Нгэ Чуи Фан. В следующей болгарин уступил венгру Яношу Гяни. Поскольку в следующей схватке венгерский спортсмен уступил будущему бронзовому призёру этой Олимпиады Бену Спийкерсу, то Петров потерял возможность продолжить борьбу и занял итоговое 13-е место.